# Jean de Bournonville
Pour les articles homonymes, voir Bournonville (homonymie).
Jean de Bournonville est un compositeur français actif dans le premier tiers du XVIIe siècle, né à Noyon vers 1585 et mort à Paris le 27 mai 1632. Il ne doit pas être confondu avec son fils Valentin de Bournonville, qui a publié des messes au milieu du XVIIe siècle.

## Biographie

### Noyon
Les Octo Cantica de 1612 précisent qu’il est né à Noyon, mais on ignore son année de naissance.

### Saint-Quentin
Le même recueil l’indique à cette date comme maître des enfants de l’église collégiale de Saint-Quentin. En 1613 Bournonville offre au chapitre de la cathédrale de Cambrai un recueil relié de ses messes (probablement les éditions parisiennes de Pierre I Ballard). Il reste à Saint-Quentin jusque vers 1618.
Dans les années 1610, il gagne les premiers prix aux puys de musique de Rouen, Évreux et Abbeville.

### Amiens
Bournonville passe à Amiens avant 1619 : il est nommé maître de chapelle (symphoniarca) de la cathédrale d’Amiens au titre de ses Missae tredecim de 1619. On connaît une expertise de réception de l’orgue de la  cathédrale signée de sa main le 23 juin 1623, également signée par Henri Frémart et Jehan Titelouze, ce qui laisse supposer qu’il a été organiste.

### Paris
Il termine sa  carrière à la Sainte-Chapelle du Palais à Paris, où il est nommé par le chapitre directeur de la maîtrise le 6 décembre 1631, en remplacement de Jacques Du Moustier décédé. Il prend possession de son poste le 3 janvier 1632, après avoir prêté serment, et est installé aux basses chaires du côté droit, n’ayant l’ordre de prêtrise. Offrir un tel poste à un musicien non ecclésiastique était inhabituel ; on peut en déduire que ce sont ses qualités qui lui ont valu une telle offre. Il n’exerça pas longtemps, mourant le 27 mai 1632.

### Postérité
Il est encore cité par Annibal Gantez, en 1643 : comme un Bournonville qui est mort maistre de la Saincte Chapelle, et qui a laissé son fils aussi vertueux que luy maistre de l'Église d’Amiens. Outre son fils Valentin, il eut Artus Aux-Cousteaux comme élève à Saint-Quentin vers 1615.

## Œuvres

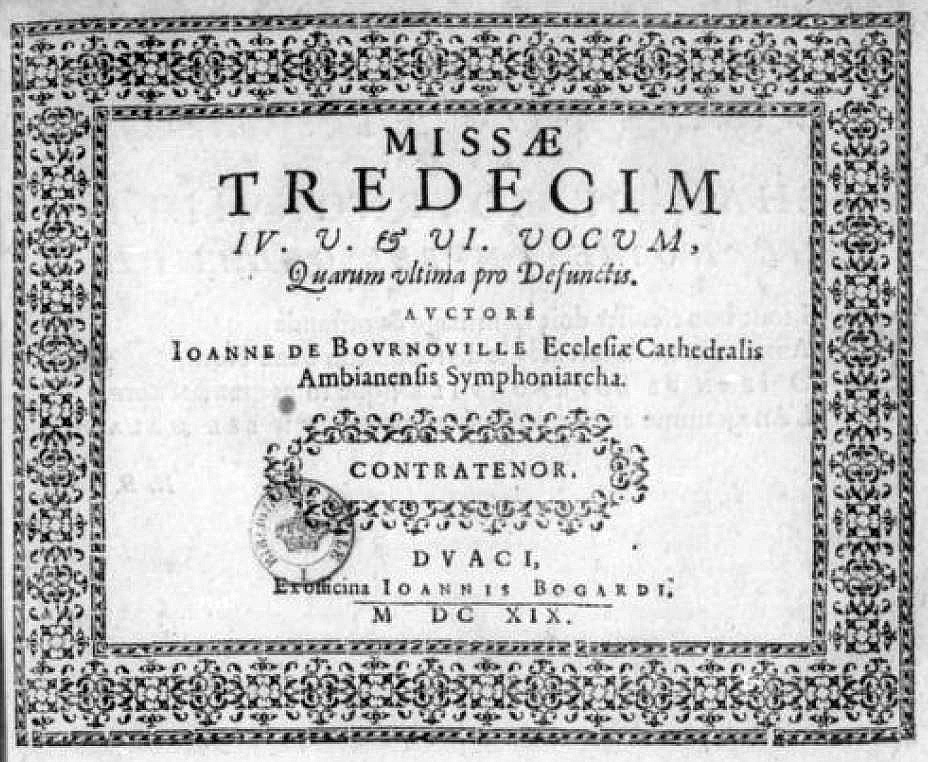
Page de titre des Missae tredecim (Douai, 1619). Paris BNF (Mus.)

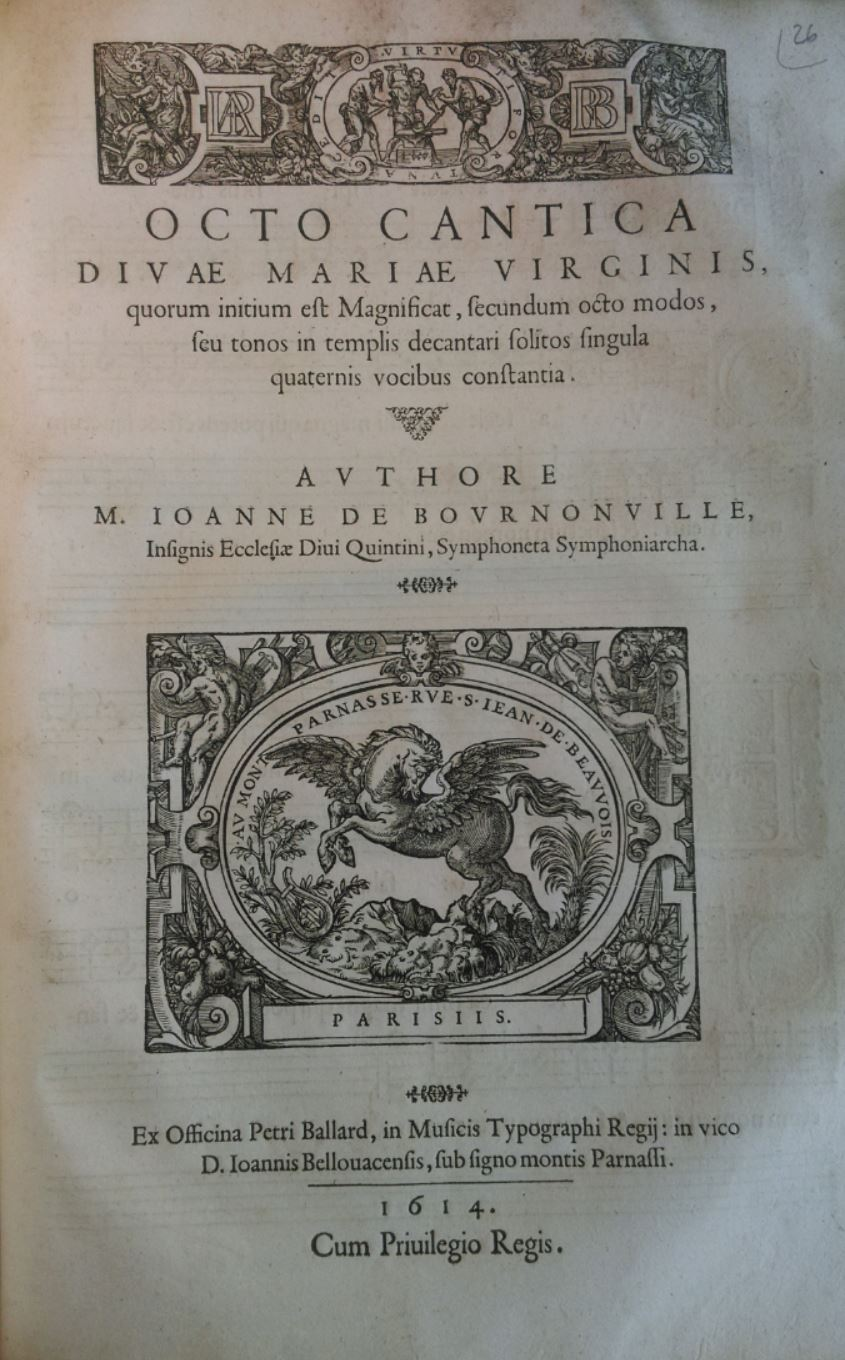
Page de titre des Octo cantica de Bournonville (Paris, 1614). Paris ICP.

Les œuvres connues de Bournonville sont exclusivement sacrées et spirituelles. Elles ont été bien considérées par ses contemporains. Dans son écriture les imitations sont traitées avec souplesse et élégance. Son contrepoint est d’une grande qualité et sait rester vivant et spontané, comme dans les chansons dont il s’inspire parfois pour ses messes (enfreignant en cela les directives du Concile de Trente, qui demandaient l'abandon de cette inspiration profane).

### Messes
Elles sont au nombre de dix-neuf, réparties entre des volumes parisiens (y compris les Octo cantica de 1612/1625) et un recueil douaisien.
- Missa quatuor vocum. Ad imitationem moduli Ave maris stella. Paris : Pierre I Ballard, 1618. 1 vol. 2°. RISM B 3842, Guillo 2003 no 1618-B.
- Missa quatuor vocum. Ad imitationem moduli Ave Maria. Paris : Pierre I Ballard, 1618. 1 vol. 2°. Guillo 2016 no 1618-B2.

Ces deux messes font partie d’une collection de messes de Bournonville imprimées par l’atelier Ballard entre 1607 et 1618, qui contenait aussi les volumes suivants, tous perdus : Missa Sappi madonna (4 v.),  Missa Septimi toni (4 v.), Missa Ad nutum Domini (6 v.), Missa Heu mihi (4 v.), Missa In nomine Jesu (5 v.), Missa J’ay senti les deux maux (5 v.), Missa Narcisse (5 v.), Missa Nunc dimittis (5 v.), Missa Par un matin d’esté (4 v.). Elles ont paru avant le recueil de Douai de 1619 et certaines s’y retrouvent. Cf. Guillo 2003 n° ND-12 à ND-22. La messe Sappi Madonna, est également connue dans un manuscrit italien.
- Missæ tredecim, quarum ultima pro defunctis. Douai : Jean Bogard, 1619. 6 vol. 4° obl. RISM B 3843, Persoons 1989 no 45.

Dédicace à l’évêque d’Amiens François Lefèvre de Caumartin, du 13 avril 1619. Contient 13 messes : à 4 voix Ad libitum, Ave Maria, Ave maris stella, Heu mihi, Septimi toni ; à 5 voix In cantu peregrinorum S. Jacobi, In nomine Jesu, Le rossignol, Nunc dimittis ; à 6 voix Ad nutum Domini, Dessus le marché d'Arras, La guerre françoise (celle-ci inspirée par La bataille de Marignan de Clément Janequin), Pro defunctis. Disponible sur Gallica.
La messe Ad libitum a été publiée : révision et annotations de René-Marie Reboud. [Pour chœur mixte à 5 voix]. - Paris : Éditions musicales de la Schola cantorum et de la Procure générale de musique, [1953]. In-4° , 10 p.

### Hymnes et cantiques
- Octo cantica Virginis matris quae vulgo magnificat dicuntur, cum hymnis communioribus penè totius anni, quibus additae sunt Diei Dominicae & natalis Domini vesperae. Secundum rituum Romanum. (4-5 v.). Paris : Pierre I Ballard, 1612. 4 vol. 4°. RISM B 3841, Guillo 2003 no 1612-C.

Contient 8 magnificats, des psaumes, des hymnes, des antiennes à la Vierge, une Missa syllabica et une Missa Septimi toni. La musique est en faux-bourdon, et reste la même pour chaque verset. Ces compositions sont antiphonales (c’est-à-dire avec alternance de plain-chant et de polyphonie).
Recueil réédité en 1625 (inconnu du RISM, Guillo 2003 n° 1625-B). Au titre, la mention de Saint-Quentin n’a pas été changée (alors que Bournonville travaillait alors à Amiens). Numérisé sur Gallica.
- Octo cantica Divæ Mariæ Virginis, quorum initium est Magnificat, secundum octo modos, seu tonos in templis decantari solitos singula quaternis vocibus constantia. Paris : Pierre I Ballard, 1614. 1 vol. 2°. Guillo 2016 no 1614-D2.

Contient 8 magnificats sur les 8 tons, en forme antiphonale. L'écriture est plus travaillée que celle du recueil de 1612.

### Musique spirituelle
- Cinquante quatrains du sieur de Pybrac, mis en musique à ii, iii & iiii parties. Paris : Pierre I Ballard, 1622. 4 vol. 8° obl. RISM B 3844, Guillo 2003 no 1622-B.

L’édition suit l’ordre original des quatrains de Pibrac.